# Félix Mourinho
José Manuel Felix Mourinho  (ur. 17 czerwca 1938, zm. 25 czerwca 2017) – portugalski piłkarz występujący na pozycji bramkarza i trener. 

## Kariera
W czasie swojej kariery reprezentował barwy dwóch klubów: Vitórii Setúbal i CF Os Belenenses. Ma za sobą jeden występ w reprezentacji Portugalii. Swoją pracę szkoleniową zaczął jako asystent w CF Os Belenenses, później zaś samodzielnie prowadził takie kluby jak Rio Ave Vila do Conde, CF Os Belenenses i Vitória Setúbal. Zmarł 25 czerwca 2017 roku w szpitalu na zapalenie płuc.
Jego synem jest José Mourinho, były menadżer m.in. FC Porto, Interu Mediolan, Realu Madryt, Chelsea F.C. oraz Manchesteru United.